# Péronnas
Péronnas is een gemeente in het Franse departement Ain in de regio Auvergne-Rhône-Alpes. De gemeente telde 6.437 inwoners op 1 januari 2022.

## Geschiedenis
Tijdens het ancien régime lagen hier verschillende kernen. 
De kerk van Péronnas werd voor het eerst vermeld in 1106.
Het klooster van Seillon lag in een groot bosgebied. In 1178 namen de monniken de regel van de kartuizers aan. Na de Franse Revolutie werd het klooster afgeschaft en in 1860 kwam er een weeshuis in de kloostergebouwen.
Het kasteel van Saix behoorde tot 1414 toe aan de gelijknamige familie.

### 20e eeuw
Na de Tweede Wereloorlog kende de gemeente een sterke groei. Péronnas groeide vast aan de stedelijke agglomeratie van Bourg-en-Bresse en er kwamen bedrijvenparken in de gemeente.

## Sport
Football Bourg-en-Bresse Péronnas 01 is de professionele voetbalclub van Péronnas en speelt in het Stade municipal de Péronnas.

## Geografie
De oppervlakte van Péronnas bedroeg op 1 januari 2022 17,55 vierkante kilometer; de bevolkingsdichtheid was toen 366,8 inwoners per km².
De Veyle vormt de westelijke grens van de gemeente, die deels in Dombes ligt en deels in Bresse.
De onderstaande kaart toont de ligging van Péronnas met de belangrijkste infrastructuur en aangrenzende gemeenten.

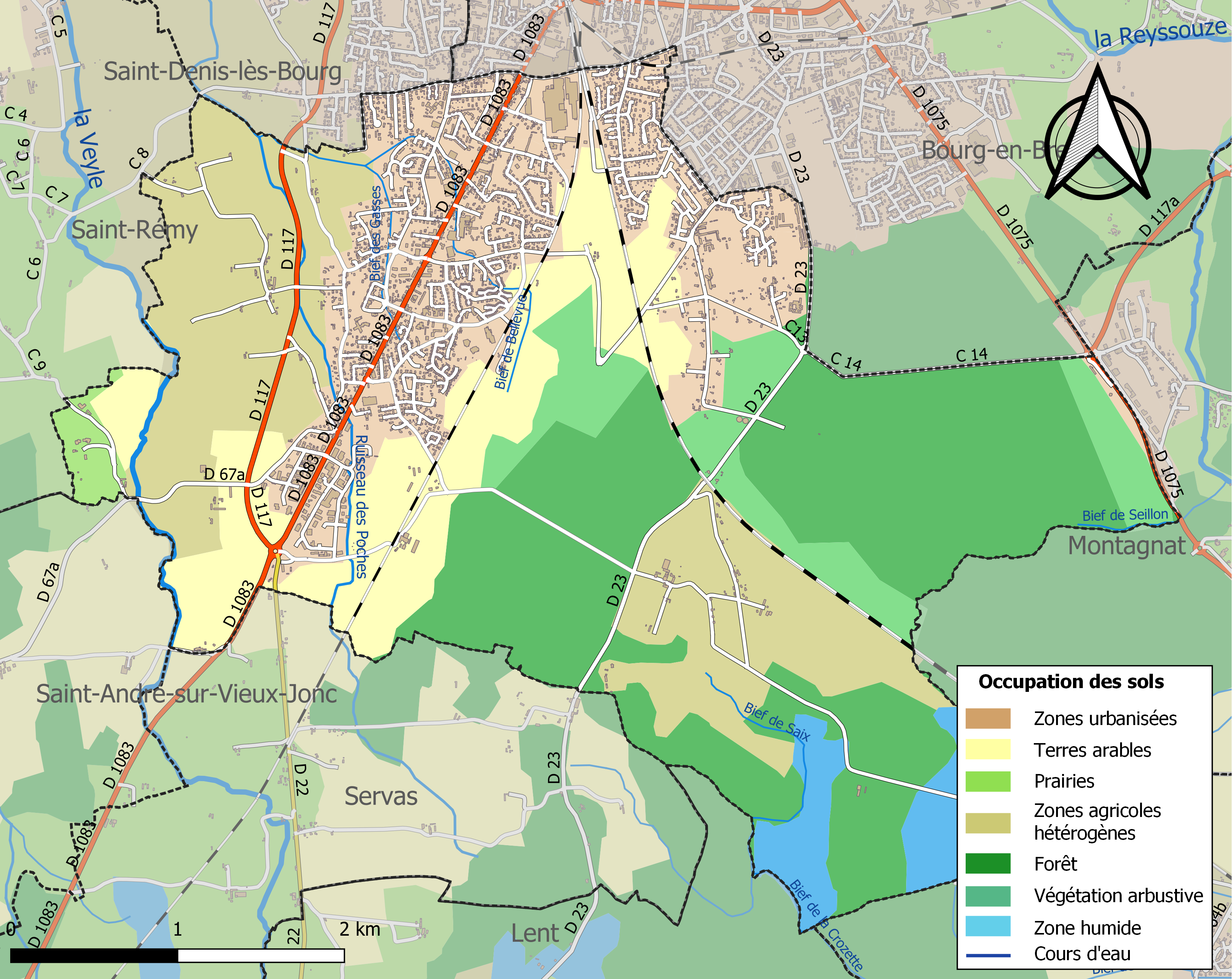

## Demografie
In 1856 telde de gemeente 490 inwoners. In 1890 werd de kaap van 1000 inwoners overschreden. In 1946 waren er 1756 inwoners.
Onderstaande figuur toont het verloop van het inwoneraantal van Péronnas vanaf 1962. De cijfers zijn afkomstig van het Frans bureau voor statistiek en bevatten geen dubbel getelde personen (volgens de gehanteerde definitie population sans doubles comptes).
Vanwege een beveiligingsprobleem met de MediaWiki Graph-software is het momenteel niet mogelijk deze grafiek weer te geven. Zodra de software is bijgewerkt zal de grafiek vanzelf weer zichtbaar worden.